# Chokkandahalli, Sidlaghatta
Chokkandahalli là một làng thuộc tehsil Sidlaghatta, huyện Kolar, bang Karnataka, Ấn Độ.